# Пирогов Володимир Леонідович
Володимир Леонідович Пирогов (народився 18 січня 1950 у Харкові, помер 3 січня 2022 у Києві) — український сходознавець і мовознавець, завідувач кафедри мов і цивілізацій Далекого Сходу Київського національного лінгвістичного університету, кандидат філологічних наук, доцент.

## Освіта
Закінчив у 1972 році Харківський державний університет імені О. М. Горького, перекладацьке відділення факультету іноземних мов, склав у 1976 році державний екзамен на володіння японською мовою, закінчив у 1978 році Центральний патентний інститут. Володіє 10 іноземними мовами.
Захистив кандидатську дисертацію на тему «Структура і семантика паремійних одиниць японської, англійської, української та російської мов: типологічний та лінгвокультурологічний аспекти».

## Професійна кар'єра
- 1972–1974 військовий перекладач
- 1974–1984 старший експерт, перекладач Всесоюзного центру патентних послуг (ВЦПУ)
- 1984–1988 завідувач патентно-інформаційної служби державного НДТІ «ГОСНІТІ»
- 1988–1992 керівник патентно-інформаційної служби виробничих підприємств, перекладач
- 1992–1997 завідувач кафедри східних мов Харківського інституту сходознавства і міжнародних відносин «Харківський колегіум»
- 1995–1999 завідувач кафедри східних мов Харківського національного педагогічного університету ім. Г. С. Сковороди
- 1999–2004 директор Інституту «Схід-Захід», завідувач кафедри східних мов і цивілізацій Київського національного лінгвістичного університету
- 2004–2007 радник з питань освіти і науки Посольства України в Японії
- 2007–2010 старший науковий співробітник Інституту сходознавства НАН України ім. А. Кримського
- 2010–2022 завідувач кафедри мов і цивілізацій Далекого Сходу Київського національного лінгвістичного університету[2]

## Наука
Мав понад 70 наукових та навчально-методичних публікацій у галузях: порівняльно-історичне й типологічне мовознавство, сходознавство, перекладознавство, лінгвокраїнознавство, соціолінгвістика
Викладав курси:
- «Лексикологія японської мови»
- «Історія японської мови»
- «Теорія та практика перекладу»
- «Лінгвокраїнознавство»

## Відзнаки і нагороди
- Відмінник освіти України. 2000 р.
- Орден Вранішнього Сонця. Золоті промені з розеткою (Японія). 2014 р.

## Публікації
Серед головних публікацій Володимира Пирогова:
1. Цікава японська мова. Навчальний посібник-словник для студентів, що вивчають японську мову. — Х. ХДПУ ім. Г. С. Сковороди. — 1997, 62 с.
2. Етнолінгвістичні паралелі у різносистемних мовах// Східний світ. — 2001. — № 1. С. 92-107.
3. Порівняльно-типологічна та структурно-семантична характеристика українських і японських паремій. XIX наукова конференція україністів Японії. 20 листопада 2004. Токійський університет, ф-т педагогіки. Токіо, 2004. С. 71-75.
4. Система ментальних стереотипів, відображена в японських прислів'ях і приказках //Східний Світ. — 2007. — № 3. С.72-79.
5. Словник японських прислів'їв і приказок з відповідниками шістьма мовами (українською, російською, англійською, німецькою, французькою та латинською). — Харків: Торсінг плюс, 2009. — 272 с.
6. Принципи логіко-семіотичного моделювання у паремійних фондах різносистемних мов (японська, англійська, українська, російська) // Східний світ. — К., 2008. — № 1. — С. 144–151.
7. Семантична парадигматика фразеологічних структур китайської та японської мов: порівняльний аспект// Східний світ. — К., 2009. — № 4. — С. 134–143.
8. Структурно-семантична кодифікація асиметричних паремій японської мови і західноєвропейський контекст: типологічний аспект// Studia Linguistica, Збірник наукових праць, вип. 5, част. 2, Vol. V (II), Cathedra Linguisticae Generalis Et Philologiae Classicae. Київський національний ун-т ім. Т. Шевченка (2011). — С. 551–558.
9. Семантична інтерференція графо-лексем китайської та японської мов: рефлекси тотожності і диференціації//Східний світ. — К., 2011. — № 3. — С. 204–213.
10. Знаково-символічна система китайської ієрогліфіки через призму концепції анімалістичного стилю Ю. М. Реріха / Матеріали Міжнародної науково-громадської конференції «110 років від дня народження Ю. М. Реріха» /Київ. нац. лінгв. у-т. — К. 2013, с. 81-98.
11. Роль ієрогліфів у концептуалізації мовної картини світу японців/ Матеріали V Міжнародної науково-практичної конференції з проблем викладання японської мови/ КНУ ім. Тараса Шевченка. — К. 2013, с. 90-94
12. Структурна-семантична кодифікація асиметричних паремій японської мови: типолого-перекладацький аспект/ Переклад у наукових дослідженнях представників харківської школи: колективна монографія Харк. нац. ун-т ім. В. Н. Каразіна. — Вінниця, 2013.- с. 325–341
13. Логографічне письмо як інструмент пізнання і моделювання світу/ Філологічний вісник КНЛУ/ Київ. нац. лінгв. у-т. — К., 2013. — Т. 16, с. 88-97
14. Отражение концепции космического мышления в архитектонике китайской иероглифики как артефакта и фактора мировой культуры/ Матеріали Міжнародної науково-громадської конференції «Космічне мислення в сучасному світі»/ Київ. нац. лінгв. у-т. — К., 2013. с. 105–119
15. Алые листья клёна. японская лирика (сост., перевод, вступ. статья В.Л. Пирогова) - Харьков, 1999: Світ-Прес. - 206 с.
16. Мудрость Востока и Запада – экософские и лингвистические основания (подход к сравнительному исследованию устойчивых фразеологизмов) // Наук. вісн. каф. ЮНЕСКО Київ. держ. лінгв. ун-ту. Сер. Філологія. Педагогіка. Психологія. – 2001. – Вип. 5. - С. 175–194
17. Віддзеркалення особливостей філософсько-естетичного і мовного синкретизму «ваго-канго» у літературному творі середньовічної Японії «Цуредзурегуса» // Східний світ. – К., 2008. – № 3. - С.180-188.
18. Структурно-семантичні особливості фразеологізмів йодзідзюкуго, віддзеркалені в японських перекладах класичного твору Китаю «Цяньцзивень» // Східний світ. – К., 2009. – № 3. - С.157–162
19. Китайська ієрогліфіка як умова реекологізації світового соціокультурного простору // Наукові записки Харківського університету повітряних сил. Соціальна філософія, психологія. - Х., 2009. - Вип. 2 (33). - С.75–84.
20. Пирогов В.Л. Джерела формування японських паремій: типолого-культурологічний аналіз // Вісн. Львів. ун-ту, Серія філологічна. - 2011. – Вип. 54. -С. 358–368.[3]
21. Знаково-символічна система китайської ієрогліфіки і лексико-семантична динаміка китайської та японської мов // Наукові студії (культура, освіта – антропоцентричні парадигми і сучасний світ) / Український гуманітарний інститут. – Київ; Буча, 2012. – Вип.1: Філософія, Філологія, Педагогіка, Економіка. - С. 254–271.